# Katedrala sv. Patrika u Dublinu
Katedrala sv. Patrika u Dublinu najpoznatija je i najveća katedrala u Republici Irskoj. Posvećena je sv. Patriku, zaštitniku Irske.
Normani su sagradili kamenu crkvu 1191. godine, na mjestu današnje katedrale. Na tom je mjestu sv. Patrik pokrštavao. Početkom 13. stoljeća, dogradnjom i obnovom nastala je sadašnja katedrala. Dodatna obnova dogodila se 1370. godine. Tada je obnovljen zapadni toranj, zbog požara. Zalaganjem nadbiskupa Minota Dodan je glavni toranj 1749. godine. Tijekom obnove 1864. godine, postavljeni su nadsvođeni stupovi. 
Oliver Cromwell je tijekom svoga vojnoga pohoda u Irskoj 1649., u katedrali sv. Patrika namjerno držao konje, iz prijezira prema Irskoj Crkvi. U razdoblju od 1713. – 1745., dekan katedrale bio je svećenik i književnik Jonathan Swift, koji je poznat po djelu Gulliverova putovanja.
U sjevernoj lađi katedrale nalazi se kip sv. Patrika. U južnom prolazu, nalaze se dva keltska kamena iz 7. i 10. stoljeća i spomen na nadbiskupa Narcissusa Marsha, koji je 1701. godine, osnovao prvu javnu knjižnicu u Irskoj (iza katedrale). Sadrži vrijednu zbirku knjiga i još uvijek se koristi za izvornu namjenu, a trenutno ima oko 25,000 svezaka iz razdoblja prije 18. stoljeća. U južnoj lađi su predmeti književnika Jonathana Swifta, nekadašnjega dekana katedrale, uključujući i njegov natpis, poprsje i masku. Objavljen je i izbor njegovih radova te pergament s nagradom kraljice Anne, koja ga je i imenovala dekanom katedrale.
Katedrala je mjesto za brojne javne irske nacionalne obrede. U studenom svake godine, održava se Irski dan sjećanja, kojemu nazoči i predsjednik Irske.
U katedrali su bili sprovodi dva irska predsjednika, Douglasa Hydea i Erskine Childers Hamiltona, 1949. i 1974. godine. 
Budući da, je irski predsjednik Childers umro dok je još bio predsjednik, na njegov pogreb došli su mnogi svjetski političari kao što su: belgijski kralj Baudouin I., zamjenik predsjednika SAD-a Spiro T. Agnew (zastupao je predsjednika Nixona), Louis Mountbatten (predstavljao je englesku kraljicu Elizabetu II.) britanski premijer Harold Wilson i bivši premijer Edward Heath.
Grupa od 18 afganistanskih izbjeglica koje su tražile azil, zatvorila se u katedrali nekoliko dana 2006. godine, nakon čega su mirno napustili katedralu.
U katedrali sv. Patrika ne stoluje biskup, nego je u katedrali Presvetog Trojstva u Dublinu (eng. Christ Church Cathedral), a katedrala sv. Patrika služi za razne ceremonije Irske Crkve.